# Germaine Giroux
Pour les articles homonymes, voir Giroux.
Germaine Giroux était une actrice québécoise née dans le quartier de La Visitation-du-Sault-au-Récollet à Montréal le 24 novembre 1902 et décédée le 16 août 1975 à l'âge de 72 ans. 

## Biographie
Venant d'une famille d'artistes, Germaine Giroux est sur scène dans Madame Butterfly dès l'âge de trois ans. À 16 ans à peine, elle décroche un contrat à New York, "on Broadway". Elle séjournera huit ans à New York, jouant dans 11 productions dont Ladies of the dury.
De retour à Montréal en 1927, elle fait les beaux jours du théâtre Stella et de l'Arcade.
La carrière de Germaine Giroux restera cependant marquée par ses rôles dans les œuvres de Claude-Henri Grignon. 
Dans un premier temps, elle sera du long feuilleton radiophonique Un homme et son péché (1939-1962) où elle interprétera pendant 23 ans la riche héritière. 
Puis, elle connut ses heures de gloire dans les feuilletons télévisés Le Survenant mais surtout Les Belles Histoires des pays d'en haut à la fin des années 1950. Elle y campait le rôle de La Lionne, une femme de caractère qui tenait l'auberge avec le regretté Pierre Daigneault (le Père Ovide). 
Dans les années 1950, on voit Germaine Giroux souvent au Théâtre du Nouveau Monde qui l'entraîne dans une tournée en France et au Festival de Stratford où elle joue dans Henri IV. 
Femme moderne et d'une grande ouverture, elle sera des premières distributions des pièces de Michel Tremblay, notamment Les Belles-Sœurs, où elle tenait le rôle de Thérèse Dubuc, en 1968. On a aussi pu la voir à la télévision de Radio-Canada, au début des années 1970, dans En pièces détachées, également de Michel Tremblay.
Madame Giroux était la sœur de la comédienne Antoinette Giroux (Membre de l'Ordre du Canada).

## Filmographie
- 1954 - 1960 : Le Survenant (série télévisée) : Acayenne
- 1956 - 1970 : Les Belles Histoires des pays d'en haut (série télévisée) : La Lionne
- 1957 : Le Survenant : Acayenne
- 1957 : Au chenal du moine (série télévisée) : Acayenne
- 1959 : L'Immigré
- 1966 - 1975 : Rue des Pignons (série télévisée) : Sophrida Belhumeur
- 1970 : L'Amour d'une nonne (L'Amour humain)
- 1970 : En pièces détachées (téléthéâtre) (téléthéâtre basé sur la pièce de Michel Tremblay) : une voisine

## Anecdotes
Parait-il qu'on ne pouvait nommer le nom d'Alys Robi en sa présence car elle la considérait comme sa principale rivale! En parlant de cette dernière, Germaine lui inventait toujours un nouveau nom!

## Sources
- « Germaine Giroux » (présentation), sur l'Internet Movie Database
- Raymonde Bergeron et Marcelle Ouellette. Radio-Canada 1936-1986, Voix, visages et légendes, 1986